# Lacroix (cráter)
Lacroix es un Cráter de impacto que se encuentra en la parte suroeste de la Luna, al noroeste de la planicie de gran pared del cráter Schickard.
|  |

La característica más notable de este elemento es su cráter satélite Lacroix J, que atraviesa el borde sur del cráter principal. La parte del brocal que queda de Lacroix es casi circular, con una pared interior ligeramente desgastada. El suelo interior carece relativamente de rasgos destacables.

## Cráteres satélite
Por convención estos elementos son identificados en los mapas lunares poniendo la letra en el lado del punto medio del cráter que está más cercano a Lacroix.
|         | \| Lacroix \| Coordenadas \| Diámetro \| \| ------- \| ------------------------------ \| -------- \| \| A \| 35°06′S 55°12′O / -35.1, -55.2 \| 13 km \| \| B \| 37°00′S 60°24′O / -37.0, -60.4 \| 8 km \| \| E \| 40°00′S 62°54′O / -40.0, -62.9 \| 19 km \| \| F \| 40°42′S 61°36′O / -40.7, -61.6 \| 15 km \| \| G \| 36°42′S 59°06′O / -36.7, -59.1 \| 47 km \| \| H \| 38°36′S 57°48′O / -38.6, -57.8 \| 13 km \| \| J \| 38°24′S 59°18′O / -38.4, -59.3 \| 18 km \| \| K \| 35°12′S 57°42′O / -35.2, -57.7 \| 45 km \| \| L \| 35°42′S 58°18′O / -35.7, -58.3 \| 8 km \| \| M \| 36°00′S 56°54′O / -36.0, -56.9 \| 13 km \| \| N \| 37°12′S 57°48′O / -37.2, -57.8 \| 14 km \| \| P \| 35°12′S 53°42′O / -35.2, -53.7 \| 9 km \| \| R \| 34°30′S 60°06′O / -34.5, -60.1 \| 19 km \| |          |
| Lacroix | Coordenadas | Diámetro |
| A       | 35°06′S 55°12′O / -35.1, -55.2 | 13 km    |
| B       | 37°00′S 60°24′O / -37.0, -60.4 | 8 km     |
| E       | 40°00′S 62°54′O / -40.0, -62.9 | 19 km    |
| F       | 40°42′S 61°36′O / -40.7, -61.6 | 15 km    |
| G       | 36°42′S 59°06′O / -36.7, -59.1 | 47 km    |
| H       | 38°36′S 57°48′O / -38.6, -57.8 | 13 km    |
| J       | 38°24′S 59°18′O / -38.4, -59.3 | 18 km    |
| K       | 35°12′S 57°42′O / -35.2, -57.7 | 45 km    |
| L       | 35°42′S 58°18′O / -35.7, -58.3 | 8 km     |
| M       | 36°00′S 56°54′O / -36.0, -56.9 | 13 km    |
| N       | 37°12′S 57°48′O / -37.2, -57.8 | 14 km    |
| P       | 35°12′S 53°42′O / -35.2, -53.7 | 9 km     |
| R       | 34°30′S 60°06′O / -34.5, -60.1 | 19 km    |